# 技術科教育
技術科教育(ぎじゅつかきょういく)は、技術に関連する教育活動・内容の総称。本項目では、主として中等教育までの技術教育、すなわち日本でいうところの教科「技術・家庭」の中の「技術科」に関連のある理論・実践・歴史などについて取り扱う。なお、世界人権宣言においては、教育を受ける権利のひとつとして、「技術教育及び職業教育は、一般に利用できるものでなければならない（第26条1）」と定められている。

## 日本の技術教育

### 歴史

#### 国民学校実業系科目の、「職業科」への統合
第二次世界大戦後、新制中学校発足時の技術教育に関する教科は「職業」科にあり、国民学校高等科にあった実業科の科目を引き継いだものであった。その後、1951年版の学習指導要領にて、「職業・家庭」科は、「実生活に役立つ仕事」として、「栽培・飼育・漁・食品加工」・「手技工作・機械操作・製図」・「文書事務・経営記帳・計算」・「調理・衛生保育」の4分野を指導する科目としてまとめられたものとなった。すなわち、このときにはすでに、技術教育は独立した教科で指導されなくなり、根本的に違う「工学」・「農学」と「家政学」が同居することとなった。

#### 「技術・家庭」の誕生
職業科で行われた学校における戦後の技術教育は、その後、1958年告示の学習指導要領にて「技術・家庭」に再編された。この「技術・家庭」は、直前まで「技術」科という名前であったが、女子については「家庭科」的な内容を主とするものだった。そして、技術分野と家庭分野は、「生活」というキーワードで無理やり結び付けられた。

#### 学習内容の変遷
男女別学から共修へ
1958年には、前述のとおり男子は技術分野、女子は家庭分野を学ぶものであったが、その後、1977年告示の学習指導要領にて、比率は違うものの男子・女子ともに技術・家庭両分野を学ぶこととなり（相互乗り入れ）、1989年告示の学習指導要領にて、完全に男女同じ物を学ぶこととなった。これにより、女子が技術分野を学ぶことになった反面、技術分野としての時間数は、実質的に減ることとなった。
「情報」分野の新設
1989年告示の学習指導要領で、「情報基礎」の領域が新設された。このときは、選択科目であり、コンピュータの構造・プログラミング（BASIC）を指導するものであったが、1998年告示の学習指導要領では「情報とコンピュータ」という形で、「コンピュータの利用」「情報通信ネットワークの利用」が必修となった。また、選択項目に「マルチメディアの利用」「プログラムと計測・制御」が加わった。この段階での「計測・制御」では「インターフェイスに深入りしないこと」となっていたが、2008年告示、2012年より完全施行された学習指導要領では、「情報に関する技術」として、「（マルチメディアによる）ディジタル作品の設計・製作」・「情報通信ネットワークと情報モラル」・「プログラムによる計測・制御」がすべて必修となり、さらにインターフェイスについても触れられることになった。

### 課題

#### 理論および実践
指導の背景となる理論は、機械工学（木材加工・金属加工・機械工学）・電気工学・製図（機械製図・電気製図）などの工学分野に、生物育成の技術に関する農学（栽培・畜産学など）を加えたものとなる。
技術科においては、危険を伴う作業もあり、作業安全を確保することが強く求められる。「中学校技術・家庭科における工作機械等の使用による事故防止について」（昭43年文部省通知）に記載されている、生徒に応じた「適切な指導」、工作機械使用の際の教員立会い、危険な作業を生徒にさせないこと、工作機械に対する留意事項を守ることはもちろんのこと、取扱説明を指導者・生徒ともに徹底させること、使用心得（安全規定）の徹底、および実習室の安全点検を適切に行うことが大切である。また、もし、それでも事故が起こった場合には、ただちに救護措置をとるとともに、学校として適切な処置対応が求められる。

#### 授業時間の大幅な削減
ユネスコは、1974年に「技術および労働の世界への手ほどきは、これがなければ、普通教育が不完全になるような普通教育の本質的な構成要素になるべきである」という「技術・職業教育に関する改正勧告」を出した。そして、15年後の1989年、「技術教育および職業教育に関する条約」がユネスコ第25回総会において採択され、その第3条2項(a)において、「普通教育として、すべての子どもに対する技術および労働の世界への手ほどき……を提供しなければならない」と規定された。
しかし、日本の技術・家庭科の学習時間は年々減少している。技術分野に限って言うと、1958年公示の学習指導要領では男子のみ各学年105時間あったものが、1977年公示の学習指導要領で、男女ともに両分野を学び始めるという前提で「1・2年70時間、3年生105時間+選択35時間」となったため、技術分野を学ぶ時間が実質的に減少した。すでにこのころには「ゆとりと充実」のもとに学習指導要領が組み立てられており、技術科ができた当時の「科学教育の振興」という目的は変容してしまった。
さらに、1989年公示のいわゆるゆとり教育の指導要領では、選択科目が「2年生35時間、3年生70時間」に増えたものの、必修の時間数が「3年生が70時間～105時間」（技術科としては、その半分）となった。さらに、1998年公示のものでは「1・2年70時間、3年生35時間」（技術科としては、その半分）と必修の時間が大幅に減らされ、ほとんどが選択科目として「1年0～30時間、2年生50～85時間、3年生105～165時間」とされてしまった。
現行の2008年告示、2012年完全施行の学習指導要領では、その選択科目も実質上なくなり、技術・家庭として「1・2年70時間、3年生35時間」、すなわち技術科単体では「1・2年35時間、3年生17.5時間」しか時間が与えられていない。この中で4つの分野（材料と加工（木材・金属など）、エネルギー変換（機械・電気）、生物育成（栽培・飼育）、情報（制御・プログラム・情報発信））と前回告示の学習指導要領から大幅に増えた内容の授業を行う必要があり、「その矛盾は大き」く、「技術の真の学力を育てるのは難しい」という指摘も出ている。

#### 教員養成に関する課題
日本で中学校「技術」の教員免許を取得する際には、教育職員免許法施行規則第四条に基づき、次の内容を含む科目を規定単位数以上履修する必要がある。
- 木材加工（製図及び実習を含む。）
- 金属加工（製図及び実習を含む。）
- 機械（実習を含む。）
- 電気（実習を含む。）
- 栽培（実習を含む。）
- 情報とコンピュータ（実習を含む。）

このほか、第六条第四欄に規定されている「各教科の指導法」として、技術科の指導法を履修する必要がある。
2014年4月現在、中学校「技術」の教員免許を取得できる大学は64大学であり、比較的多く存在している東京（7大学）、埼玉（3大学）、神奈川（5大学）、大阪・広島（それぞれ3大学）、まったくない秋田・富山以外は、1都道府県に1-2大学しかない。

#### 「技術」免許所有者の不足
技術科の教育条件整備提案の論文作成のために取得したアンケートによると、免許外教員のみが配置されている学校が11％もあることが判明した。多くは小規模校が多くある地方の学校であるが、同分析では、都心部の学校で免許外教員がいないことを否定していない。これら免許外教員が行う授業では、電気・機械・金属加工・栽培・プログラム制御が教育課程に含まれていることが非常に少ないという結果も出ている。また、技術科教員の採用も非常に少ないため、およそ10％にわたる非常勤講師の登用で対応しているが、臨時免許などを取得して技術科の指導を行う非常勤講師もいることから、必ずしも技術科免許所有者の数を十分満たしているかどうかは言いがたい。

## 各国の技術教育
日本以外の8か国の技術教育（1990～2000年代）を例にとるとわかるように、諸外国では、初等教育から中等教育にかけて一貫して技術教育が行われていることが多い。
| 学年         | 1                                              | 2                                              | 3                                              | 4                                              | 5                                              | 6                                              | 7                                              | 8                                              | 9                                              | 10                                             | 11                                             | 12                                             | 教科名など                     |
| ------------ | ---------------------------------------------- | ---------------------------------------------- | ---------------------------------------------- | ---------------------------------------------- | ---------------------------------------------- | ---------------------------------------------- | ---------------------------------------------- | ---------------------------------------------- | ---------------------------------------------- | ---------------------------------------------- | ---------------------------------------------- | ---------------------------------------------- | ------------------------------ |
| イギリス     | ■                                              | ■                                              | ■                                              | ■                                              | ■                                              | ■                                              | ■                                              | ■                                              | ■                                              | ■                                              |                                                |                                                | テクノロジー科                 |
| フランス     | ○                                              | ○                                              | ○                                              | ■                                              | ■                                              | ■                                              | ■                                              | ■                                              | ■                                              | ▲                                              | ▲                                              | ▲                                              | テクノロジー科他               |
| スウェーデン | ■                                              | ■                                              | ■                                              | ■                                              | ■                                              | ■                                              | ■                                              | ■                                              | ■                                              | □                                              | □                                              | □                                              | スロイド科と技術科             |
| アメリカ     | □                                              | □                                              | □                                              | □                                              | □                                              | ■                                              | ■                                              | ■                                              | ▲                                              | ▲                                              | □                                              | □                                              | 州ごとに多様                   |
| ドイツ       | ■                                              | ■                                              | ■                                              | ■                                              | ■                                              | ■                                              | ■                                              | ■                                              | ■                                              | ■                                              |                                                |                                                | 州ごとに多様                   |
| ロシア       | ■                                              | ■                                              | ■                                              | ■                                              | ■                                              | ■                                              | ■                                              | ■                                              | ■                                              | ■                                              | ■                                              |                                                | テクノロジー科                 |
| 台湾         | ○                                              | ○                                              | ○                                              | ○                                              | ○                                              | ○                                              | ■                                              | ■                                              | ■                                              | ■                                              | □                                              | □                                              | 生活科技（生活テクノロジー）科 |
| 韓国         |                                                |                                                | ■                                              | ■                                              | ■                                              | ■                                              | ■                                              | ■                                              | ■                                              | ▲                                              | ▲                                              | ▲                                              | 実科、技術・産業科             |
| 日本         |                                                |                                                |                                                |                                                |                                                |                                                | ■                                              | ■                                              | ■                                              |                                                |                                                |                                                | 技術・家庭科                   |
| 凡例         | ■必修、▲選択必修、□選択、○他教科と統合して実施 | ■必修、▲選択必修、□選択、○他教科と統合して実施 | ■必修、▲選択必修、□選択、○他教科と統合して実施 | ■必修、▲選択必修、□選択、○他教科と統合して実施 | ■必修、▲選択必修、□選択、○他教科と統合して実施 | ■必修、▲選択必修、□選択、○他教科と統合して実施 | ■必修、▲選択必修、□選択、○他教科と統合して実施 | ■必修、▲選択必修、□選択、○他教科と統合して実施 | ■必修、▲選択必修、□選択、○他教科と統合して実施 | ■必修、▲選択必修、□選択、○他教科と統合して実施 | ■必修、▲選択必修、□選択、○他教科と統合して実施 | ■必修、▲選択必修、□選択、○他教科と統合して実施 |                                |

また、各国の技術教育の内容は下記のとおりとなっている。

### アメリカ
小学校（第1～5学年の5年制が主）では、「テクノロジー」の授業が独立して開かれることもあるが、「社会科」や「科学」等の教科で統合されて実施されていることも少なくない。中学校（第6～8学年の3年制が主）では、必修教科として「テクノロジー」がおかれることが一般的である。
高等学校（第9～ 12学年の4年制が主）では、「テクノロジー」や「産業テクノロジー」という名称で技術教育が行われることが多く、その形態は必修・選択必修・選択教科と、多様に分かれている。時間数は全般的に増加傾向である。
1950年代末からの教育課程開発の成果と実践の蓄積を経て、1980年代、「産業科」（IndustrialArts）から「テクノロジー」への転換がなされた。その教育課程は、「工業関係企業の経営活動」・「コンピュータなどの技術体系」・「労働観・職業観形成を重視したキャリア教育（career education）」の3つを基調とするものとみられている。学習分野としては「通信」・「製造」・「エネルギ／動力／輸送」・「建設」で構成すること（に加え、バイオテクノロジーも含まれる傾向がある）、各分野それぞれの教授は、入力→工程→出力のプロセスをふまえ、キャリア（職業）教育の内容を加えた教育課程が編成される場合が多い。
これらについて、初等教育では工作活動を中心とした多様な学習活動を行い、中学校では上記の学習分野をすべて学び、高等学校では、前半でそのうち一つ、またはその発展的な内容を選択履修し、後半にあたる部分で、そのうちのさらに一定部分を職業教育として深く学ぶ。
2000年には、「技術リテラシーのスタンダード」がアメリカの技術教育関係者団体、国際技術教育学会でまとめられ、すべての生徒が身につけるべき「技術リテラシー」がまとめられた。

### イギリス
1988年の教育改革法に基づきイギリスの義務教育は5歳～16歳で行われており、4段階に分かれている（詳しくはイギリスの教育を参照）。その4段階11年を通して、必修教科「テクノロジー」がおかれている。
キーステージ3にいたる14歳までは共通の内容を履修させ、その後のキーステージ4で「テクノロジー」・「設計と実現」・「設計と伝達」の3つからの選択となっている。これは、義務教育修了試験（GCSE）の「シラバス」に準じたものであるとみられている。
キーステージ3までは総授業時間数の10％、キーステージ4では5～10％を配当することとされている。
|| イギリスでの教科「テクノロジー」では、設計分野と設計プロセスからの2つ、とくに設計プロセスを重点的に学習するようになっている。
設計分野で「製図」・「材料と加工法」・「エネルギ」・「機構」・「構造」・「電気・電子」・「空気力・水力」・「制御」・「技術と社会」の9領域、すなわち技術の分野を総合的に11年間で学び、設計プロセスで、およそ4年間（5歳～9歳）で「目的→構想→実行→評価」の4工程を、その後の2年間（10歳～11歳）では「目的→構想→作業計画→製作→評価」の5工程に、さらに日本の中学校に当たる学年（12歳～14歳）では「設計の機会→研究する→設計をおこす→作業計画→製作→評価」の6工程、そして、日本の中学校卒業あたりの学年（15歳～16歳）では「設計素案→研究→構想→中間評価→展開→作業計画→実現→試験→評価」の9工程まで指導がなされる。これを、各学年の課題に応じて展開させている。
実施学年は、第1～11学年。

### フランス
フランスでは、1985年のシュヴェーヌマンによる教育改革以来、初等学校では教科「科学・テクノロジー」がおかれ、第1～2学年は週2時間、第3～5学年は週3時間配当されてきた。そして、1995年改訂の新しい教育課程基準では、教科「科学・テクノロジー」は第3～5学年におかれ、第1～2学年は、日本の「生活」科に類似した新設教科「世界の発見」科に統合された。
修業年限4年の中学校（コレージュ）では、必修教科として「テクノロジー」を、第1～2学年で週2時間、第3～4学年では週1.5時間履修する。さらに、選択教科の一つとして週3時間「産業テクノロジー」が第3～4学年におかれている。
ただし、フランスでは60分・年間36週が基準のため（日本は、小学校45分・35週、中学校50分・35週）、年間の授業時間数を日本と比較する場合には、小学校でおよそ1.4倍、中学校でもおよそ1.2倍して比較する必要がある。授業年数は同じ9年間でも、週当たりの日数が少ないにもかかわらず、1995年現在、全授業時間数は日本にくらべ義務教育全体で2,139時間多い。
さらに、リセ（上級学校進学者向き普通高等学校）でも、選択必修教科「テクノロジー」・「産業テクノロジー」（8単位以上）と、選択教科「テクノロジー」（1.5単位以上）がおかれている。フランスの教科「テクノロジー」では工業関係の企業経営活動をたどることを基調としており、「材料」・「言語とコード」・「技術構成物」・（道具・機械・装置類）・「電気・電子回路と自動化システム」・「製造および組立」・「情報学」・「技術の経営管理」・「企業と労働現場」・「社会的経営活動と技術的活動」、以上9つの「テクノロジーの側面」から教育課程の編成がなされている。
実施学年は、第1～12学年。

### スウェーデン
スウエーデンの9年制義務学校（基礎学校とも呼ばれる）では、9年間にわたる教科「スロイド」（工作・加工を行う教科）と、教科「科学」の中の科目「技術」の2本立てで技術教育が行われている。1992年の「学習指導要領」改訂案で科目「技術」の独立・再編（「技術・環境」科という教科の新設）が検討されたが、実際の1994年版『学習指導要領』では、もとの形で継続されている。配当授業時間数の基準は、「スロイド」が総計282時間、「科学」が総計800時間とされているが、科目「技術」が「科学」の800時間のうちの何割の時間で行われているかは不明である。
なお、基本的に3年制である高等学校でも、教科「科学」の諸科目、その他いろいろな選択科目により、技術教育が実施されている。
教科「スロイド」は「木材加工」・「金属加工」・「布加工」で構成されている。
第6学年から実施される科目「技術」は、その内容の変遷が激しい。その内容は教科書の内容から見て取れる。1981年版では「住居と建築」・「電気と電子」・「輸送と交通手段」の章立てであったが、1985年初版のものでは、「基本技術」・「住居と建築」・「日常利用する電気」・「電子」・「輸送と通信」となった。新設された「通信」では、「テレコミュニケーション」と「コンピュータ」の2領域がすでに扱われていた。そして1994年版の新しい『学習指導要領』で、「技術」科は、「1．技術の展望、2．人間 − 技術 − 技術の課題、3．技術の要素とシステム」の3分野で構成されるものと規程された。
実施学年は、第1～12学年。

### ドイツ
実施学年は、第1学年～10学年。

#### 初等教育
初等教育である基礎学校（第1～4学年、ベルリンなど一部地域は第1～6学年。）では、教科「工作」（週1～2時間程度）と「事実教授」（Sachunterricht）という、いわゆる総合学習の時間内で技術教育が行われている。
ドイツの基礎学校での「工作」科は日本でいう「図画工作」とかなり似たものであるが、芸術よりも技術重視の意見も散見されている。「事実教授」は総合的な能力を養う科目であるが、その中の「技術を把握する」・「メディアを利用する」で技術教育がなされる（他の項目は、「自分に気づく」・「いっしょに生活する」・「自然現象を解明する」・「空間を発見する」・「時間と歴史を理解する」）。

#### 中等教育
その後の中等教育に相当する基幹学校等（第7または第7～10学年）では、学校・地域によっても異なるが、週2～3時間程度の技術教育が行われている。教科「工作」・その発展教科の「技術」（Technik）、あるいは「労働科｣（Arbeitslehre）の中にある「技術」等の形をとる。
基幹学校等での「技術」は、16州それぞれでかなり異なる。
1つめは、伝統的な技術の分野に基づくものである。バイエルン州に代表される、独立教科として「技術」をおいているもので、「製図」・「加工（木材加工・金属加工・プラスティック加工）」・「機械」・「電気」を基本教育課程となっている。
2つめは、「労働」とからめた技術教育が行われているものである。たとえば、ノルトライン・ヴェストファーレン州などでは「労働」科の中に「技術」の科目などがあり、「情報と通信」・「生産の自動化」・「労働と人間と環境」の分野で構成されており、独立教科「技術」をおくシュレスビッヒ・ホルシュタイン州でも、「労働と生産」・「輸送と交通」・「建築と建築環境」・「エネルギ供給と消費」・「情報と通信」の分野で教育課程が組まれている。
そして、前の二つの類型の中間に相当するものである。「労働」科の中に「技術」をおくバーデン・ヴュルテンベルク州などで、「製図」「加工」に「複合生産（Mehrfachfertigung)」「コンピュータ制御」・「建築」・「環境」等の新たな分野を加えた指導を行っている。

### ロシア
必修教科の「テクノロジー」（Технология）が、第1～11学年を通しておかれている。1993年の「ロシア連邦初等中等普通教育学校基本教科課程」によると、授業時間数の基準は、第1～7学年は週2時間、第8～9学年は週3時間、第10～11学年は週2時間とされている。
実施学年は、第1～11学年。

### 台湾
台湾では、小学校の工作科の目標に、「実用する能力」を高めることが、中学校の「生活科技」では、「技術やその影響を理解すること、工業製品や材料を利用することと、工業社会における適応能力を育成すること」が、それぞれ盛り込まれている。